# Fórmula de Friis
La Fórmula de Friis o Forma de Friis, llamada así por el ingeniero eléctrico danés-estadounidense Harald T. Friis, se refiere a una de dos fórmulas utilizadas en Ingeniería de Telecomunicaciones para calcular la relación señal/ruido de una  cadena de transmisión cualquiera. Una hace referencia al factor de ruido y la otra a la temperatura equivalente del sistema.

## Fórmula de Friis para el factor de ruido
La fórmula de Friis se utiliza para calcular el factor de ruido total de etapas en serie, cada una con su respectivas pérdidas o ganancias y su respectivo factor de ruido. El factor de ruido total puede ser utilizado posteriormente para calcular la figura de ruido total. El factor de ruido total se calcula mediante la siguiente fórmula:
{\displaystyle F_{total}=F_{1}+{\frac {F_{2}-1}{G_{1}}}+{\frac {F_{3}-1}{G_{1}G_{2}}}+{\frac {F_{4}-1}{G_{1}G_{2}G_{3}}}+...+{\frac {F_{n}-1}{G_{1}G_{2}...G_{n-1}}}}
donde {\displaystyle F_{n}} y {\displaystyle G_{n}} son el factor de ruido y la ganancia en potencia disponible, respectivamente, de la enésima etapa. Nótese que las magnitudes se expresan como razones, no como decibelios.
{\displaystyle F_{receptor}=F_{LNA}+{\frac {(F_{resto}-1)}{G_{LNA}}}}
donde {\displaystyle F_{resto}} es el factor de ruido total de las etapas subsecuentes. De acuerdo a la ecuación, la figura de ruido total, {\displaystyle F_{receptor}}, es dominada por la figura de ruido del amplificador de bajo ruido, {\displaystyle F_{LNA}}, si la ganancia es lo suficientemente alta.

## Fórmula de Friis para la temperatura de ruido
La fórmula de Friis puede ser igualmente expresada en términos de temperatura de ruido de cada bloque del sistema (la temperatura de ruido se refiere a la que tendría, expresada en kelvin, una resistencia que generara la misma cantidad de potencia de ruido {\displaystyle {\bar {v_{n}^{2}}}=4k_{B}TR}):
{\displaystyle T_{total}=T_{1}+{\frac {T_{2}}{G_{1}}}+{\frac {T_{3}}{G_{1}G_{2}}}+...}